# Козаченко Леонід Петрович
Леонід Петрович Козаченко (нар.14 травня 1955, село Веприк, Фастівський район, Київська область) — депутат Верховної Ради України VIII скликання (БПП), голова Ради підприємців при Кабінеті Міністрів України, президент Української аграрної конфедерації. Колишній віцепрем'єр-міністр України з аграрних питань (9 червня 2001 — 26 листопада 2002 р.), почесний академік Академії оригінальних ідей (з 1993), академік Української технологічної академії (з 1997).
Батько — Петро Афонович (1925—1995), мати Надія Гнатівна (1922—1996).

## Освіта
- 1977 — закінчив Українську сільськогосподарську академію, факультет механізації сільського господарства, інженер-механік,
- 1991 — закінчив Всесоюзну академію зовнішньої торгівлі, факультет міжнародних економічних відносин, економіст зовнішньої торгівлі.

Володіє англійською мовою.

## Кар'єра
Обіймав керівні посади в аграрних підприємствах, у 1991 році був начальником управління сільськогосподарського маркетингу та ліцензій Міністерства сільського господарства України. У радянські часи працював на партійній роботі, був головою правління, головним інженером та завідувачем центральної майстерні у колгоспах та радгоспах Фастівського району Київської області.
- 1977—1978 — завідувач центральної майстерні радгоспу «Кожанський» сільськогосподарського комбінату Фастівського району.
- 1979—1983 — головний інженер радгоспу «Більшовик» Фастівського району.
- 1983—1986 — голова правління колгоспу села Пилипівка Фастівського району.
- 1986—1988 — на партійній роботі.
- 1988—1991 — слухач Всесоюзної академії зовнішньої торгівлі.
- 1991 р. — начальник управління сільськогосподарського маркетингу та ліцензій Міністерства сільського господарства України.
- Серпень 1991 — генеральний директор АТ «Украгробізнес».
- Із січня 2001 р. — директор ТОВ «Агроленд».

## Громадська діяльність
- Член Ради підприємців і роботодавців при Президентові України (листопад 1995 — липень 2000)
- член, голова (з липня 2001) Комісії з питань аграрної політики при Президентові України (лютий 1999 — листопад 2001)
- До липня 2003 — радник Прем'єр-міністра України[4]
- З березня 2005 — радник Президента України[5]
- Президент Української ліги підприємців і промисловців АПК (з 1993)
- Член президії Федерації роботодавців і промисловців (з 1996)
- Голова Державної надзвичайної протиепізоотичної комісії при КМ України (з липня 2001)
- Голова міжвідомчої координаційної комісії з питань підтримки індивідуального житлового будівництва на селі (з липня 2001)
- Радник Київського міського голови Леоніда Черновецького (на громадських засадах)[6]
- голова Української аграрної конфедерації (з 2002)
- Голова Ради підприємців при Кабінеті Міністрів України (з 2 березня 2010).[7].
- Віцепрезидент Українського союзу промисловців та підприємців (УСПП)
- Член наглядової ради US-Ukraine Business Council
- з 8 травня 2014 року — працював позаштатним радником прем'єр-міністра України Арсенія Яценюка.
- 12 березня 2016 року депутат Верховної Ради України Леонід Козаченко (фракція «Блок Петра Порошенка») вирішив скласти повноваження позаштатного радника прем'єр-міністра Арсенія Яценюка[8].

## Нагороди
- Орден князя Ярослава Мудрого V ступеня (13 листопада 2009) — за вагомий особистий внесок у розвиток агропромислового комплексу України, досягнення високих показників у виробництві сільськогосподарської продукції, багаторічну сумлінну працю та з нагоди Дня працівників сільського господарства[9]
- Заслужений працівник сільського господарства України (20 листопада 1998) — за вагомий особистий внесок в організацію матеріально-технічного забезпечення агропромислового комплексу України[10]
- Нагороджений почесною грамотою Верховної Ради України
- Офіцер Ордена Сільськогосподарських заслуг (Франція) — 2013 рік[11]

## Родина
Дружина: Людмила Василівна — бухгалтер-економіст, Дочки: Алла (1980), Ганна (1986).

## Інше
Захоплення: теніс, гірські лижі, планер.